# Horacio Pagani
Horacio Pagani (Casilda, 10 november 1955) is een Argentijns-Italiaanse zakenman in de auto-industrie. Hij is de oprichter van Pagani Automobili, een Italiaanse autobouwer. 
Horacio Pagani is vooral bekend geworden van de naar hem vernoemde Pagani-sportwagen. Hij was al op zijn twintigste bezig met raceauto's.
Niet lang daarna werkte hij dankzij zijn contacten met Juan Manuel Fangio bij Lamborghini. Hij hielp daar bij projecten als de Lamborghini LMA, Jalpa, Countach Evoluzione en dergelijke.
In 1988 richtte hij Pagani Composite Research op, welke in opdracht van andere bedrijven allerlei projecten uitvoerde, zoals de Countach Anniversary.
In 1992 begon hij aan zijn eigen superauto, de Pagani Zonda.